# Bradypus tridactylus
El caimansote, calípedes, pereza, perezoso, perico ligero, o preguiza (Bradypus tridactylus) es una especie de perezoso natural de las cuencas del río Amazonas y del Orinoco; es notable por su metabolismo extremadamente lento. No se conocen subespecies.

## Características
Es un animal de pelaje parduzco, grisáceo y áspero con manchas blancas en el rostro y oscuras a través de las orejas y el pelaje. El pelaje puede parecer verde por la presencia de algas. Posee una cola corta y las extremidades superiores son más largas que las inferiores, cada pata posee tres dedos, de ahí su nombre.
Bradypus tridactylus es un animal de movimientos lentos que pasa la mayor parte de su tiempo en los árboles colgado de las ramas con la espalda en dirección al suelo, es de comportamiento diurno y nocturno; en el suelo es muy torpe, incapaz de caminar (solamente se arrastra), pero es muy buen nadador, se lo ha visto cruzando ríos.

## Reproducción
Se reproducen una vez al año, dando a luz a una sola cría, la cual pasa todo el tiempo abrazada a su madre. Las crías al nacer son muy débiles y dependientes, pero al cumplir los ocho meses de vida ya pueden ser totalmente independientes y desplazarse con autonomía.

## Alimentación
Bradypus tridactylus se alimenta de materias vegetales procedentes de sus árboles favoritos, el yagrumo (Cecropia peltata) y la ceiba (Ceiba pentandra), así como otras especies vegetales. Sin embargo, parece ser que sus hábitos alimenticios son escasamente variados. En Venezuela conviven con los seres humanos en algunos parques y plazas de varias ciudades, donde constituyen un atractivo de interés turístico, como sucede en El Hatillo (Estado Miranda).

## Conservación
Tienen importancia a nivel de la cadena trófica debido a que forma parte de la alimentación de numerosos depredadores de la selva amazónica, sin embargo, se encuentran seriamente amenazados por la disminución de su hábitat y por su comercialización como mascotas, debido a que los traficantes capturan a las crías y matan a los adultos.